# Lymantriidae
Lymantriidae este o familie de insecte lepidoptere, care cuprinde circa 350 de genuri și în jur de 3000 de specii. Arealul de râspândire cuprinde toate continentele cu excepția Antarcticii.

## Taxonomie
Analiza taxonomiei familiei este în plină evoluție. Într-o nouă clasificare recentă, conform unor autori, Lymantriidae devine sinonim pentru Lymantriinae și subfamilie a familiei Erebidae.
Tradițional, familia Lymantriidae este divizată în cinci subfamilii:
- Arctorninae
- Calliterinae
- Lymantriinae
- Nygmininae
- Orgyinae

### Lista genurilor
- Abakabaka Griveaud, 1976
- Abynotha Swinhoe, 1903
- Aclonophlebia Butler, 1898
- Acyphas Walker, 1855
- Adetoneura Collenette, 1933
- Adlullia Walker, 1865
- Albaracina Pagenstecker, 1909
- Albarracina Staudinger, 1883
- Alina Griveaud, 1976
- Allotoma Roepke, 1944
- Amphekes Collenette, 1936
- Anaxila Walker, 1855
- Anchyneura Felder, 1861
- Anepa Swinhoe, 1903
- Anexotamos Hering, 1926
- Ankova Griveaud, 1976
- Anthelymantria Strand, 1925
- Anthora Walker, 1855
- Antipha Walker, 1855
- Antiphelea Lucas, 1900
- Antiphella Walker, 1856
- Aphomoeoma Collenette, 1959
- Arctornis Germar, 1810
- Arestha Walker, 1855
- Argila Walker, 1855
- Argyrostagma Aurivillius, 1904
- Arna Walker, 1855
- Aroa Walker, 1855
- Artaxa Walker, 1855
- Aruta Swinhoe, 1922
- Arva Grünberg, 1913
- Athrala Kirby, 1892
- Athrula Walker, 1862
- Axana Swinhoe, 1922
- Axiologa Turner, 1904
- Axuenna Walker, 1865
- Bareconia Swinhoe, 1923
- Barlowia Talbot, 1929
- Barobata Karsch, 1895
- Baryaza Moore, 1879
- Batella Dall'Asta, 1981
- Bathmochtha Karsch, 1895
- Bazisa Walker, 1865
- Baziza Hampson, 1893
- Beeria Hartig, 1963
- Bembina Walker, 1865
- Bicelluphora Janse, 1915
- Bifurca Joannis, 1929
- Birnara Butler, 1879
- Blazia Schaus, 1927
- Boreconia Walker, 1865
- Bracharoa Hampson, 1905
- Bradytera Toxopeus, 1948
- Cadorela Griveaud, 1973
- Cadrusia Moore, 1879
- Cadurca Swinhoe, 1906
- Caelicola Dognin, 1923
- Caenina Felder, 1861
- Calliteara Butler, 1881
- Caltura Moore, 1879
- Candidata Toxopeus, 1948
- Caragola Moore, 1879
- Caragolina Strand, 1928
- Carpenterella Collenette, 1933
- Carriola Swinhoe, 1922
- Casama Walker, 1865
- Cataphractes Felder, 1874
- Caviria Walker, 1855
- Ceylonica Gupta, Farooqi & Chaudhary, 1986
- Chaerotriche Butler, 1881
- Charnida Walker, 1855
- Charnidas Walker, 1855
- Chionophasma Butler, 1886
- Choerotricha Felder, 1874
- Chrysocyma Hampson, 1905
- Cifuna Walker, 1855
- Cimola Walker, 1855
- Cispia Walker, 1855
- Cispidia Kozhanchikov, 1950
- Cladophora Geyer, 1832
- Collenettema Griveaud, 1977
- Conigephyra Collenette, 1934
- Coniortodes Collenette, 1955
- Coryphyala Herrich-Schäffer, 1855
- Cozola Walker, 1865
- Creaga Janse, 1917
- Creagra Wallengren, 1865
- Crinola Leech, 1890
- Cropera Walker, 1855
- Croperoides Berio, 1940
- Crorema Walker, 1855
- Croremopsis Hering, 1926
- Daniela Hartig, 1963
- Daplasa Moore, 1879
- Dasorgyia Staudinger, 1881
- Dasycampa Janse, 1915
- Dasychira Hübner, 1806
- Dasychira Hübner, 1809
- Dasychirana Bethune-Baker, 1911
- Dasychirina Swinhoe, 1923
- Dasychiroides Bethune-Baker, 1904
- Dasychoproctis Hering, 1926
- Dasylaelia Aurivillius, 1925
- Decelleria Dall'Asta, 1981
- Dediama Walker, 1855
- Dendrophleps Hampson, 1893
- Desmoloma Felder, 1874
- Dicallomera Butler, 1881
- Dicranuropsis Felder, 1874
- Dokuga Matsumura, 1927
- Dura Moore, 1879
- Dyasma Collenette, 1961
- Eala Collenette, 1937
- Ela Walker, 1862
- Elkneria Börner, 1932
- Eloria Walker, 1855
- Eopirga Hering, 1926
- Epeuproctis Matsumura, 1933
- Erika Griveaud, 1976
- Etobema Walker, 1865
- Etobena Dallas, 1865
- Eudasychira Möschler, 1887
- Euphrostis Lucas, 1890
- Euproctidion Holland, 1893
- Euproctis Hübner, 1819
- Euproctoides Bethune-Baker, 1911
- Euprotillina Hering, 1926
- Euzora Turner, 1915
- Fanala Griveaud, 1976
- Gallienica Griveaud, 1976
- Gissarus Nye, 1980
- Gogana Walker, 1866
- Gogane Butler, 1878
- Grammoa Aurivillius, 1904
- Griveaudyria Viette, 1984
- Gynaephora Hübner, 1819
- Habrophylla Turner, 1921
- Halseyella Nye, 1980
- Hampsona Gupta, Farooqi & Chaudhary, 1986
- Harapa Moore, 1879
- Hemerophanes Collenette, 1953
- Heptaptosis Talbot, 1929
- Heracula Moore, 1866
- Heteronygmia Holland, 1893
- Himala Moore, 1879
- Hipogymna Hübner, 1806
- Homalomeria Strand, 1910
- Homaroa Collenette, 1955
- Homochira Hampson, 1905
- Homoeomeria Wallengren, 1865
- Hondella Moore, 1883
- Hyaloperina Aurivillius, 1904
- Hypogyma Hemming, 1937
- Hypogymna Kirby & Spence, 1826
- Hypogymnia Hübner, 1825
- Hysibada Walker, 1865
- Icta Walker, 1855
- Idalia Hübner, 1819
- Ijacossus Bekker-Migdisova, 1951
- Ilema Moore, 1860
- Imaida Toxopeus, 1948
- Imaus Moore, 1879
- Iropoca Turner, 1904
- Isoctenia Felder, 1874
- Ivela Swinhoe, 1903
- Jabaina Griveaud, 1976
- Jacksonia Collenette, 1937
- Jacksoniana Nye, 1980
- Jsoctenia Felder, 1875
- Kettelia Butler, 1879
- Kintana Griveaud, 1976
- Konokarcha Gaede, 1932
- Konokarecha Bryk, 1934
- Kunusara Nye, 1980
- Labordea Griveaud, 1976
- Lachana Moore, 1888
- Lacida Walker, 1855
- Lacipa Walker, 1855
- Laelaroa Hering, 1926
- Laelia Stephens, 1828
- Laelioides Moore, 1883
- Laeliolina Hering, 1926
- Laeliophila Hering, 1932
- Laelioproctis Hering, 1926
- Lanitra Griveaud, 1976
- Laria Schrank, 1802
- Lemuriana Griveaud, 1976
- Lepidolacipa Hering, 1926
- Lepidopalpus Janse, 1915
- Leptaroa Hampson, 1910
- Leptepilepta Collenette, 1929
- Leptocneria Butler, 1886
- Leucoma Hübner, 1822
- Leucoperina Aurivillius, 1909
- Liparodonta Hering, 1927
- Liparus Harris, 1841
- Lobera Spitz, 1930
- Locharna Moore, 1879
- Lomadonta Holland, 1893
- Lopera Walker, 1855
- Lymantria Hübner, 1819
- Lymantriades Bethune-Baker, 1911
- Macaronesia Bacallado, Bustillo & Vives, 1981
- Macrolaelia Aurivillius, 1925
- Madema Griveaud, 1977
- Mahoba Moore, 1879
- Maimaia Matsumura, 1933
- Malachitis Hampson, 1895
- Mantruda Schaus, 1906
- Marbla Swinhoe, 1903
- Marblepsis Hering, 1926
- Marbloides Hering, 1926
- Mardara Walker, 1865
- Masoandro Griveaud, 1976
- Medama Matsumura, 1931
- Medama Matsumura, 1933
- Melgona Nye, 1980
- Melia Walker, 1855
- Meteuproctis Matsumura, 1927
- Miccotrogia Toxopeus, 1948
- Micraroa Hampson, 1905
- Microgymna Wallengren, 1865
- Micromorphe Felder, 1874
- Micronygmia Toxopeus, 1948
- Microrgyia Felder, 1874
- Mpanjaka Griveaud, 1976
- Mylantria Aurivillius, 1904
- Naroma Walker, 1856
- Neocifuna Inoué, 1982
- Neoliparina Schultze, 1934
- Neomardara Hering, 1926
- Neorgyia Bethune-Baker, 1908
- Nioda Walker, 1855
- Noleca Walker, 1855
- Noliproctis Hering, 1926
- Nolosia Hampson, 1900
- Notohyba Holland, 1893
- Notopriota Swinhoe, 1903
- Nudariphleps Holloway, 2001
- Numenes Walker, 1855
- Numenoides Butler, 1879
- Nygmia Hübner, 1820
- Ocneria Hübner, 1819
- Ocnerogyia Staudinger, 1892
- Ocneropsis Kozhanchikov, 1950
- Ocybola Turner, 1912
- Odagra Walker, 1865
- Oecura Holland, 1893
- Oeneria Ramann, 1875
- Ogoa Walker, 1856
- Olapa Walker, 1855
- Olene Hübner, 1823
- Olenoptera Herrich-Schäffer, 1855
- Oligeria Turner, 1921
- Opoboa Tessmann, 1921
- Orana Griveaud, 1976
- Oregyia Billberg, 1820
- Oregyia Meigen, 1830
- Oreinobia Wallengren, 1865
- Orgyia Ochsenheimer, 1810
- Orgyja Hübner, 1819
- Orithrepta Collenette, 1939
- Ornithopsyche Wallengren, 1863
- Orvasca Walker, 1865
- Othroeda Hering, 1926
- Otroeda Walker, 1854
- Panorgyia Griveaud, 1976
- Pantana Walker, 1855
- Papuaroa Collenette, 1955
- Paqueta Dall'Asta, 1981
- Parabatella Dall'Asta, 1981
- Parakanchia Bethune-Baker, 1908
- Paramarbla Collenette, 1937
- Parapellucens Holloway, 1999
- Parapirga Bethune-Baker, 1911
- Paraporthesia Gupta Farooqi & Chaudhary, 1986
- Paraproctis Bethune-Baker, 1911
- Paraxena Bethune-Baker, 1911
- Parocneria Dyar, 1897
- Parorgyia Packard, 1864
- Parvaroa Holloway, 1999
- Pellucens Bethune-Baker, 1910
- Peloroses Collenette, 1955
- Penara Bryk, 1931
- Pendria Swinhoe, 1906
- Penora Walker, 1855
- Penthophera Germar, 1812
- Penthophora Walker, 1855
- Pentophera Neave, 1940
- Pentophora Heylaerts, 1884
- Perina Walker, 1855
- Perinetia Collenette, 1936
- Phecada Walker, 1856
- Phreata Walker, 1865
- Pida Walker, 1865
- Pigetera Swinhoe, 1923
- Pirga Aurivillius, 1891
- Pirgalasea Swinhoe, 1923
- Pirgula Tessmann, 1921
- Pirgulina Hering, 1926
- Poneopirga Berio, 1937
- Porthesaroa Hering, 1926
- Porthmeia Bethune-Baker, 1908
- Procodeca Walker, 1855
- Pronygmia Toxopeus, 1948
- Prorodeca Walker, 1855
- Psalis Hübner, 1823
- Pseudobazisa Bryk, 1934
- Pseudodura Strand, 1914
- Pseudogenusa Rebel, 1914
- Pseudolabis Hartig, 1963
- Pseudomesa Walker, 1855
- Pseudonotodonta Möschler, 1887
- Pseudostracilla Hering, 1926
- Psilochira Toxopeus, 1948
- Pteredoa Hampson, 1905
- Pyrrhopteryx Hering, 1941
- Radamaria Griveaud, 1976
- Rahona Griveaud, 1976
- Rajacoa Swinhoe, 1903
- Ramadra Nye, 1980
- Redoa Walker, 1855
- Repena Walker, 1855
- Rhodesana Bethune-Baker, 1908
- Rhypopterix Hering, 1927
- Rhypopteryx Aurivillius, 1879
- Rhypotoses Collenette, 1931
- Ricine Walker, 1855
- Rilia Walker, 1855
- Rivotra Griveaud, 1976
- Ruanda Strand, 1909
- Salvatgea Griveaud, 1977
- Sankurua Collenette, 1960
- Sapelia Swinhoe, 1903
- Sarsina Walker, 1855
- Scaphocera Saalmüller, 1884
- Sevastopuloa Collenette, 1960
- Sirana Griveaud, 1976
- Sitvia Walker, 1865
- Sminthopses Hampson, 1926
- Somatoxena Aurivillius, 1904
- Somena Walker, 1856
- Soreutoneura Collenette, 1930
- Sphragista Collenette, 1934
- Staetherinia Butler, 1878
- Stenaroa Hampson, 1910
- Stilpnaroma Hering, 1926
- Stracena Swinhoe, 1903
- Stracilla Aurivillius, 1910
- Suarezia Hering, 1926
- Sundaroa Holloway, 1999
- Sychnacedes Collenette, 1953
- Synogdoa Aurivillius, 1904
- Syntaxis Hering, 1926
- Takashachia Matsumura, 1929
- Terphothrix Holland, 1893
- Terphotrix Bryk, 1934
- Tessmannia Bryk, 1915
- Thagona Möschler, 1883
- Thambeta Collenette, 1953
- Thamnocera Holland, 1893
- Thelde Walker, 1862
- Themaca Walker, 1865
- Theriophila Hering, 1932
- Topomesoides Strand, 1910
- Toxoproctis Holloway, 1999
- Trichia Nietner, 1861
- Trochuda Schaus, 1904
- Turenna Dyar, 1912
- Turlina Griveaud, 1976
- Turriga Walker, 1869
- Turuenna Walker, 1865
- Turumena Kirby, 1892
- Uliolepis Warren, 1897
- Urocoma Herrich-Schäffer, 1858
- Usimbara Collenette, 1955
- Utidava Walker, 1863
- Varatra Griveaud, 1976
- Varmina Moore, 1888
- Vietteria Griveaud, 1976
- Viridichira Dall'Asta, 1981
- Viridichirana Dall'Asta, 1981
- Vohitra Griveaud, 1976
- Volana Griveaud, 1976
- Woerdenia Snellen, 1872
- Xanthonygmia Toxopeus, 1948
- Zarfa Walker, 1869
- Zavana Griveaud, 1976